# Exobasidium arctostaphyli
Exobasidium arctostaphyli ist eine Pilz-Art der Familie der Nacktbasidienverwandten (Exobasidiaceae) aus der Unterabteilung Ustilaginomycotina. Sie lebt als Endoparasit in Arctostaphylos arbutoides. Symptome des Befalls durch den Pilz rötliche Gallen auf der Blattoberfläche und eine Hypertrophie der Knospen der Wirtspflanzen. Die Art ist in Costa Rica beheimatet.

## Merkmale

### Makroskopische Merkmale
Exobasidium arctostaphyli ist mit bloßem Auge zunächst zu erkennen, die Art bildet kein Myzelfilz auf der Wirtsoberfläche aus. Symptome des Befalls sind große, rötliche Gallen auf alten Stängeln der Wirtspflanze sowie Hypertrophie an deren Knospen, die ihr Chlorophyll verlieren.

### Mikroskopische Merkmale
Das Myzel von Exobasidium arctostaphyli wächst wie bei allen Nacktbasidien interzellulär und bildet Saugfäden, die in das Speichergewebe des Wirtes wachsen. Die drei- bis viersporigen, 28–32 × 6–7 µm großen Basidien sind unseptiert und elliptisch-keulenförmig. Sie wachsen direkt aus der Wirtsepidermis oder aus Spaltöffnungen. Die gerundet-ellipsoiden Sporen sind hyalin, 9–19 × 3,5–6 µm groß. Zunächst sind sie unseptiert, reif besitzen sie bis zu vier Septen. Konidien sind offenbar nicht vorhanden.

## Verbreitung
Das bekannte Verbreitungsgebiet von Exobasidum arctostaphyli erstreckt sich über weite Teile der Provinz San José in Costa Rica.

## Ökologie
Die Wirtspflanze von Exobasidium arctostaphyli ist Arctostaphylos arbutoides. Der Pilz ernährt sich von den im Speichergewebe der Pflanzen vorhandenen Nährstoffen, seine Basidien brechen später durch die Epidermis und setzen Sporen frei. Diese keimen, nachdem sie auf geeignetes Substrat gefallen sind in Keimschläuche, aus denen sich dann neues Myzel entwickelt.